# Shalang
Shalang (kinesiska: 沙琅) är en köping i sydöstra Kina. Den ligger i stadsdistriktet Dianbai i staden Maoming i provinsen Guangdong,  omkring 260 kilometer sydväst om provinshuvudstaden Guangzhou. Antalet invånare är 64 804. Befolkningen består av 31 261 kvinnor och 33 543 män. Barn under 15 år utgör 26,0 %, vuxna 15-64 år 63 %, och äldre över 65 år 9,0 %.